# عبير السهلاني
عبير السهلاني هي ناشطة سياسية عراقية ولدت في أيار 1976 في العراق البصرة
غادرت العراق مع والدتها هاربة من بطش النظام السابق، تاركة وراءها والدها عبد فيصل السهلاني سجيناً سياسياً في سجن أبو غريب، كانت عبير قد تنقلت مع عائلتها بين أكثر من بلد عربي وأوروبي.
ولما بلغت الخامسة عشر من عمرها استطاعت الوصول إلى السويد عن طريق أحد المهربين. وبعيد وصولها إلى هناك تطوعت للعمل في منظمات المجتمع المدني، ونشطت في مجال الدفاع عن الحقوق والحريات. وبعد فترة قررت الانخراط في العمل السياسي، واستقرت عبير في السويد، حيث واصلت تعليمها وحصلت على شهادة الماجستير في تحليل أنظمة الحاسوب من جامعة ستوكهولم. عبير تجيد اللغة العربية والسويدية والإنكليزية والبلغارية والفرنسية والروسية، وقد عملت في مؤسسة البرلمان السويدي مساعدة سياسية لنائبة رئيس وزراء السويد مود اولفسون، كما ساهمت في نشاطات أحزاب سياسية سويدية ديمقراطية وانتخبت لقيادة الحزب الديمقراطي للسويديين الجدد وحصلت على دعم حزب الوسط السويدي في ترشيحها للبرلمان الاوربي. وتتولى حاليا منصب مستشارة لشؤون السياسة الخارجية في البرلمان الأوروبي، نائبة عن حزب الوسط السويدي.
قررت عبير السهلاني التي غادرت العراق مع والدتها مكرهة وهي طفلة العودة إلى العراق بعد سقوط نظام حكم البعث في نيسان 2003 لتنشط في مجال العمل الديمقراطي، والدفاع عن حقوق المرأة والشباب، وخلال تواجدها بالعراق ساهمت في تأسيس التحالف الوطني الديمقراطي، ونشطت في مجالات مختلفة في بغداد، من بينها تأسيس وتطوير منظمات المجتمع المدني، رغم صعوبات الوضع الأمني، كما حضرت جانبا من اجتماعات لجنة صياغة الدستور العراقي، لكنها لم تستطع الاستمرار فقررت في عام 2007 العودة إلى السويد، واستمرت وواصلت العمل في المجال السياسي.

## شبه جنائية واتهامات بالاحتيالات المالية
اوقفت عبير السهلاني عن العمل من قبل الحزب موقتاً لحين اكتمال التحقيقات حول جرائم الاحتيال المالي التي تتعلق بحوالي 3,2 مليون كرونة سويدية (حوالي نصف مليون دولار أمريكي في وقتها)، وهذه الأموال هي أموال مساعدات قدمتها الدولة السويدية إلى العراق لإقامة مشاريع للشعب العراقي عن طريق عبير السهلاني، حيث لم تقدم كشوف حسابية دقيقة عن الأموال المصروفة عن طريق عبير السهلاني، فرفعت قضية إلى الشرطة السويدية بشأنها (عن راديوالسويد بالعربية)